# ニュス
ニュス（フランス語: Nus [nys]）は、イタリア共和国ヴァッレ・ダオスタ州にある、人口約3,000人の基礎自治体（コムーネ）。

## 地理

### 位置・広がり

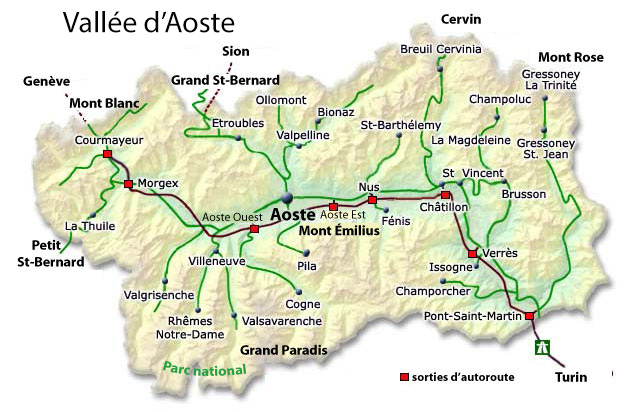
ヴァッレ・ダオスタ州地図

#### 隣接コムーネ
隣接するコムーネは以下の通り。
- ビオナ
- フェーニス
- オヤス
- クアール
- サン＝マルセール
- トルニョン
- ヴェラーユ

## 行政

### 分離集落
ニュスには、以下の分離集落（フラツィオーネ）がある。
- Arlian, Blavy, Champagne, Clémensod, Cret, Fognier, Issologne, La Plantaz, Lavanche, Lignan, Mandollaz, Marsan, Martinet, Mazod, Messigné, Petit-Fénis, Pesse, Plane, Plaisant, Plantayes, Porliod, Praille, Praz, Ronchettes, Rovarey, Sacquignod, Tholasèche, Val, Vénoz